# Fabrica di Roma
Fabrica di Roma település Olaszországban, Viterbo megyében. Lakosainak száma 8217 fő (2023. január 1.). Fabrica di Roma Carbognano, Civita Castellana, Corchiano, Vallerano, Castel Sant'Elia, Nepi és Vignanello községekkel határos.

## Népesség
A település népessége az elmúlt években az alábbi módon változott:
| Lakosok száma | 8233 | 8256 | 8217 |
|               | 2017 | 2018 | 2023 |